# Зрада
Зра́да соціа́льна (Social Betrayal) — негативна раціональна соціальна категорія оцінки нерелевантного результату довірчого процесу, що базується на категорії віри. Вона характерна для вищих ссавців, що створюють соціальні групи, в рамках яких виникають певні бінарні соціальні стосунки типу: мати — дитина, брат — брат/сестра, товариш — товариш, громадянин-держава у разі якщо державні інституції зраджують захист націнтересів.
Зрада - свідома відмова виконувати свої обов'язки .

## Етимологія
В українській мові синонімами зради були слова запроданство, відступництво, ренегатство, потурчанство, яничарство тощо.
Зрадників, які отуречилися називали потурнаками і потурчанками, або яничарами.

## Трактування
Серед людей, соціальні структури яких значно складніші ніж у тварин, кількість подібних бінарних стосунків у значній мірі збільшується: сімейні, кланові, партійні, державні, релігійні, етнічні, расові, і т.і. Єдине, що об'єднує всі ці різнопланові бінарні стосунки — це те, що в кожному з них за замовчуванням використовується категорія віра в усіх довірчих процесах, що можуть у них виникати. А віра, детермінує 100 %- ну передбачуваність результатів довірчих процесів. Тому у випадку невідповідності отриманого результату з очікуваним і говорять про категорію зради.Ось уже більше двох тисячоліть зрада учнем Учителя, а людиною — втіленого Бога бентежить і хвилює уяву кожного, хто роздумує над цією давньою і, на жаль, завжди актуальної історією. Від часів євангельських і до сьогодні людство запропонувало чимало її версій та інтерпретацій. Рівно сто років тому згадана біблійна оповідь була проартикульована й на український голос, отримавши оригінальне художнє увиразнення в драматичній поемі Лесі Українки «На полі крові».
Соціальну категорію зрада не слід плутати з «псевдовірчим парадоксом зради», що виникає внаслідок соціальної неграмотності суб'єктів довірчого процесу, обумовленої нерозрізненням категорій віра та довіра обома сторонами взаємовідношень або тільки однією. Частково пояснюється подібністю термінів віра та довіра, проте глибше — нерозрізненістю семантичних ніш віра, довіра на рівні підсвідомості суб'єктів взаємодії. В цьому випадку вони сприймають слова віра та довіра, як синоніми семантичної праніші віра + довіра, що є архаїчними реліктами ранніх етапів соціального розвитку людства.

## Позрадова травма
Позрадова травма виникає у всіх вищих ссавців (в тому числі і у людей!), котрі створюють соціальні групи, в яких виникають бінарні стосунки, що базуються на категорії віри. Як уже показано в статті про довіру, обидві соціальні категорії довірчого процесу — довіра та віра є жорстко зв'язані не тільки з другою сигнальною системою (область несвідомості, де записані т.з. умовні рефлекси), проте також і з першою сигнальною системою (де записані т.з. безумовні рефлекси). Таким чином, ситуація зради викликає збій нормального функціювання довірчого процесу на обох рівнях сигнальної системи ссавця, адже ситуація нерелевантної поведінки нервової системи може повторитися (раз закріпившися) в ситуації протікання будь-якого довірчого процесу. Збій нормального функціювання довірчого процесу нервової системи ссавця, чи людини може проявитися не тільки на рівні психологічному (різноманітна девіантна поведінка), проте і на органічному, шляхом перманентних сбоїв у функціонуванні периферійної нервової системи («захворювання» різноманітних внутрішніх органів), що нерідко закінчується смертю «зрадника».

## Зрада та інтелектуальна рефлексія
Як правило на побутовому рівні та в художній літературі розглядається найпростіший, а тому зрозумілий для всіх прошарків населення варіант зради на першому рівні інтелектуальної рефлексії (зрада першого рівня рефлексії). Перший рівень рефлексії розглядає бінарний стосунок між двома суб'єктами, в якому кожен суб'єкт взаємодіє з іншим прямолінійно і грубо, без врахування можливої реакції іншого (в математиці для опису цих процесів використовується діаграмна техніка). Такий примітивний тип довірчого процесу характерний для ранніх форм суспільної організації людства (на жаль зберігся до сих пір у бінарних стосунках серед «простого народу»). Тепер уявімо собі двох суб'єктів, що можуть взаємодіяти на двох рівнях рефлексії. Наприклад, перший взаємодіє з другим, посилаючи йому певний сигнал, на який той повинен відреагувати. У випадку, коли другий суб'єкт не володіє методами аналітичної рефлексії, він автоматом посилає першому стандартну відповідь (що довіряє, насправді вірить будь- якому його рішенню). Значно складніший варіант, коли другий суб'єкт володіє методами рефлексії. Тоді він перед посиланням відповіді, обробляє спершу результат, і подає свою відповідь з уточненнями. Якщо перший суб'єкт не володіє методами рефлексії, тоді він тривіально приймає отриману відповідь за план дій (в цьому випадку майстром виступає другий суб'єкт, а підлеглим — перший, хоч і першим зробив запит). Напроти, коли перший суб'єкт також володіє методами рефлексії, то при отриманні сигналу- відповіді від другого суб'єкта, він також обробляє отриману інформацію, і дає знак другому або про припинення діалогу (тобто зупинка на другому рівні рефлексії, або дає ще уточненіші вказівки, тим самим переходячи на третій рівень рефлексії, і т. д.). Самим цікавим в ситуації інтелектуальної рефлексії є те, що довірчі процеси на кожному рівні рефлексії протікають незалежно, і тому дуже важко зробити оцінку категорію зради, особливо для зовнішнього спостерігача. Наприклад, зрада на першому рівні рефлексії може перейти в повну довіру на другому, і т.і. Проте це зовсім не означає, що категорія зради втрачає сенс при розгляді інтелектуальної рефлексії. Тут все визначає найвищий рівень рефлексії, що був досягнений в процесі довірчого діалогу між двома суб'єктами. Але вищі рівні рефлексії в бінарних стосунках мало доступні зовнішньому спостерігачу, особливо коли він сам не володіє методами рефлексії.

## Категорія зради у християнстві
Протягом усього часу свого існування Християнство вважало за «зраду» відхід від віри (віровідступництво), або перехід в іншу віру (якщо не брати до уваги інститут «єзуїтів»). Звичайно, подібне трактування зради обумовлене низьким соціальним рівнем розвитку основної маси вірян, тому воно ясно зрозуміле для всіх прошарків населення і сьогодні, і в далекому минулому. Проте, навіть в християнстві присутня т.з. «Велика Зрада», пов'язана з особистістю Юди Іскаріота.

### Зрада Юди Іскаріота
Річ у тому, що зрада Юди Іскаріота належить до типових провокованих зрад, зв'язаних з інтелектуальною рефлексією, і не Юда виконував роль майстра у бінарному стосунку «Юда — Христос». В інтелектуальних іграх, що пов'язані з інтелектуальною рефлексією завжди перемагає той, хто може управляти противником на вищих рівнях рефлексії. Порівнювати інтелектуальні рівні Христа (месії) та Юди (скарбника) не має сенсу, оскільки відповідь очевидна.
Очевидно, що Христа розп'яли б і без Юди, адже він на той час був досить знаною особою в Єрусалимі і його вигляд був знайомим для багатьох. Проте Ісус сам захотів «зради» і сам «спровокував» Юду на цей поступок во ім'я благої цілі — встановлення та розповсюдження Християнства. Досить непогано рефлексивний діалог між Христом та Юдою поданий у творчості Леоніда Андрєєва (повість «Юа Іскаріот»).
Якщо Юда всього лише виконав «волю Вчителя» (котра була висловлена звичайно не на словах) і тому внутрішньо не почував себе зрадником (тобто у нього не виникла позрадова травма), то чому він не покинув Юдею і не закінчив в мирі та спокої своє життя десь під чужим ім'ям? Відповідь очевидна, для подальшого розвою Християнства потрібна була «собача смерть зрадника» для наочності майбутніх послідовників Месії. Тому Юда здійснив дві «зради»: «зраду Христа» та «зраду Творця» (що дає та віднімає життя), і в цьому його горе і подвиг.